# Gevorg Karapetyan
Gevorg Karapetyan (in armeno Գեւորգ Կարապետյան?; Erevan, 10 giugno 1990) è un ex calciatore armeno, di ruolo attaccante.

## Carriera

### Club
Ha giocato nella prima divisione armena.

### Nazionale
Con la nazionale Under-21 ha giocato 5 partite di qualificazione agli Europei di categoria.

## Palmarès

### Club

#### Competizioni nazionali
- Araǰin Xowmb: 1

Ararat: 2010
- Campionato armeno: 1

Banants: 2013-2014
- Supercoppa d'Armenia: 1

Banants: 2014

### Individuale
- Capocannoniere dell'Araǰin Xowmb: 1

2010 (20 reti)